# Saint-Pierre-Brouck
Saint-Pierre-Brouck – miejscowość i gmina we Francji, w regionie Hauts-de-France, w departamencie Nord.
Według danych na rok 1990 gminę zamieszkiwały 814 osoby, a gęstość zaludnienia wynosiła 92 osób/km² (wśród 1549 gmin regionu Nord-Pas-de-Calais Saint-Pierre-Brouck plasuje się na 624. miejscu pod względem liczby ludności, natomiast pod względem powierzchni na miejscu 392.).